# Joaquín Urquiaga Legarburu
Joaquín Urquiaga Legarburu (Zorrotza, 29 de març de 1910 - Bilbao, 25 de juliol de 1965) fou un futbolista basc de la dècada de 1930.

## Trajectòria
Destacà a les files del Reial Betis, amb qui debutà a primera divisió el 25 de desembre de 1932, després de ser fitxat del Barakaldo CF. La temporada 1934-35 ajudà al club a guanyar la lliga. En quatre temporades disputà 72 partits amb el club andalús.
L'any 1936 fitxà pel FC Barcelona amb qui guanyà el campionat de Catalunya i la lliga Mediterrània. La guerra estroncà la seva carrera al Barça, i el 1937 marxà a Mèxic on fitxà per l'Asturias. Posteriorment fitxà pel Veracruz, amb qui guanyà la lliga mexicana la temporada 1945-46.
Un cop es retirà esdevingué entrenador. Amb Veracruz guanyà l'any 1947-48 la Copa México. També entrenà el Tampico, portant el club a guanyar el doblet la temporada 1952-53.